# (1304) Arosa
(1304) Arosa es un asteroide perteneciente al cinturón de asteroides descubierto el 21 de mayo de 1928 por Karl Wilhelm Reinmuth desde el observatorio de Heidelberg-Königstuhl, Alemania.

## Designación y nombre
Arosa fue designado al principio como 1928 KC.
Más tarde se nombró por la localidad suiza de Arosa.

## Características orbitales
Arosa está situado a una distancia media del Sol de 3,198 ua, pudiendo alejarse hasta 3,572 ua y acercarse hasta 2,825 ua. Su excentricidad es 0,1167 y la inclinación orbital 18,99°. Emplea 2089 días en completar una órbita alrededor del Sol.